# Fokunaten
Die Fokunaten, lateinisch Focunates, waren ein antiker Stamm, dessen Siedlungsgebiete vermutlich in der römischen Provinz Raetia lagen. Ihr Name ist einzig in einer Aufzählung der 16/15 v. Chr. in den augusteischen Alpenfeldzügen besiegten Alpenvölker dokumentiert. Diese Liste findet sich als Inschrift auf dem Tropaeum Alpium in La Turbie (erbaut 7/6 v. Chr.) und wurde als Sekundärüberlieferung auch von Plinius dem Älteren in seiner Naturalis historia vollständig festgehalten.
Die Position des Ethnonyms auf dem Tropaeum nach Breonen und Genaunen, die um das Nordtiroler Inntal verortet werden, lässt vermuten, dass die Fokunaten in der Gegend des Unterinntals gesiedelt haben dürften. Ihre Zuordnung zu den Kelten ist schwierig, da der Anlaut [⁠f⁠] nicht durch das antike Keltische erklärt werden kann. Dies führte zu Hypothesen, die Fokunaten könnten Räter, Veneter oder eventuell auch Sprecher einer ansonsten unbekannten indogermanischen Sprache gewesen sein.